# Arawacus dolylas
Arawacus dolylas is een vlinder uit de familie van de Lycaenidae. De wetenschappelijke naam van de soort werd als Papilio dolylas in 1779 gepubliceerd door Pieter Cramer.

## Synoniemen
- Pseudolycaena spurius C. & R. Felder, 1865
- Thecla dolosa Staudinger, 1888